# 6 Batalion Strzelców Karpackich
6 Batalion Strzelców Karpackich (6 bsk) – pododdział piechoty Polskich Sił Zbrojnych.

## Formowanie i zmiany organizacyjne
Batalion został sformowany w maju 1942 roku, w Palestynie, w składzie 2 Brygady Strzelców Karpackich, na podstawie zarządzenia dowódcy Wojsk Polskich na Środkowym Wschodzie L.dz.2130/I/Tjn./42. Zorganizowany ze stanu osobowego 27 pułku piechoty 10 Dywizji Piechoty Polskich Sił Zbrojnych w ZSRR, przybyłej podczas I ewakuacji z ZSRR.

## Działania bojowe
Od wiosny 1944 roku do wiosny 1945 roku walczył w kampanii włoskiej. Po wojnie batalion, będąc w składzie wojsk okupacyjnych, pełnił między innymi służbę wartowniczą. W lutym 1946 ochraniał obiekty wojskowe w rejonie Foggia. W 1946 roku został przetransportowany z Włoch do Wielkiej Brytanii i tam w 1947 roku rozformowany.

## Żołnierze batalionu
Dowódcy batalionu
- p.o. kpt. Łabanowski Jan (3 V 1942 - ?)
- mjr Franciszek Borkowski (11 XI 1942 - 8 VII 1943[3])
- mjr dypl. Kazimierz Różycki (9 VII 1943 - 20 VIII 1944[4])
- mjr Andrzej Paluch (p.o. 16 XII 1943 - 26 II 1944[5])(20 - 27 VIII 1944)
- mjr Karol Hareńczyk (27 VIII - 2 IX 1944)[6]
- ppłk Marian Jasiński (3 IX 1944 - 2 VI 1945)[7]
- mjr dypl. Józef Chomiuk (2 VI 1945 -1947)[7]

Zastępcy dowódcy batalionu
- mjr Andrzej Paluch (10 XI 1942 - VIII 1944[4])[8]
- mjr Karol Hareńczyk (od VIII 1944)[6]
- kpt. Józef Różański (od X 1944[9])
- mjr Stanisław Radajewicz[7]

## Odznaka batalionu
Odznaka specjalna wykonana z białego metalu, oksydowana na stare srebro. Odznaka ma formę kompozycji składającej się z ośmiu liści ostu ułożonych promieniście, na którą nałożony jest kolisty wieniec świerkowy. W środku koło obrzeżone ząbkami. Na wieńcu inicjały 2 BSK, w centrum cyfra 6. Odznakę noszono na berecie, na podkładce z ciemnozielonego sukna po lewej stronie, w odległości 10 cm od środka orzełka. Na patkach kołnierza zezwolono nosić oznaki o średnicy 2 cm, bez podkładki sukiennej. Wykonywała je firma: F. M. Lorioli, Milano – Roma.

## Dyslokacja marsze i walki
|  |  |  |  |  |